# Hans Schatzmann (Offizier)
Hans Schatzmann (* 23. Juli 1962) ist ein Schweizer Rechtsanwalt, Notar und Berufsoffizier (Brigadier).

## Leben
Hans Schatzmann studierte an der Universität Bern und hatte als Notar und Rechtsanwalt von 1992 bis 2013 eine eigene Anwaltskanzlei in Solothurn. Politisch war er dort von 1993 bis 2004 im Gemeinderat und von 2001 bis 2004 im Kantonsrat; er war Präsident der Sektion Solothurn der FDP.Die Liberalen. Darüber hinaus war er als Milizoffizier im Grade eines Obersts von 2008 bis 2012 Präsident der Schweizerischen Offiziersgesellschaft. 2014 wurde er unter gleichzeitiger Beförderung zum Brigadier Kommandant der Infanteriebrigade 5. Von 2016 bis Ende 2021 hatte er das Kommando der Militärischen Sicherheit inne und danach war er der Stabschef des Chefs der Armee bis Ende Juli 2024. Per 1. August 2024 wurde er Kommandant der Zentralschule und ab Mai 2025 zusätzlich zum stellvertretenden Kommandanten der Höheren Kaderausbildung der Armee.
Er ist verheiratet mit Daniela Roth Schatzmann.